# Saint-Mars-de-Locquenay
Saint-Mars-de-Locquenay est une ancienne commune française, située dans le département de la Sarthe en région Pays de la Loire, peuplée de 555 habitants (les Loquenaysiens).
La commune fait partie de la province historique du Maine, et se situe dans le Haut-Maine (Maine blanc).
Elle fusionne au 1er janvier 2025 dans la nouvelle commune de Val-de-la-Hune.

## Géographie
| Volnay  | Bouloire                | Bouloire     |
| Volnay  | Saint-Mars-de-Locquenay | Maisoncelles |
| Challes | Villaines-sous-Lucé     | Tresson      |

### Climat
Pour des articles plus généraux, voir Climat des Pays de la Loire et Climat de la Sarthe.
En 2010, le climat de la commune est de type climat océanique dégradé des plaines du Centre et du Nord, selon une étude du CNRS s'appuyant sur une série de données couvrant la période 1971-2000. En 2020, Météo-France publie une typologie des climats de la France métropolitaine dans laquelle la commune est exposée à un climat océanique altéré et est dans la région climatique  Moyenne vallée de la Loire, caractérisée par une bonne insolation (1 850 h/an) et un été peu pluvieux. 
Pour la période 1971-2000, la température annuelle moyenne est de 11,1 °C, avec une amplitude thermique annuelle de 14,4 °C. Le cumul annuel moyen de précipitations est de 737 mm, avec 11,6 jours de précipitations en janvier et 7,1 jours en juillet. Pour la période 1991-2020, la température moyenne annuelle observée sur la station météorologique de Météo-France la plus proche, sur la commune du Luart à 17 km à vol d'oiseau, est de 12,0 °C et le cumul annuel moyen de précipitations est de 686,4 mm,. Pour l'avenir, les paramètres climatiques de la commune estimés pour 2050 selon différents scénarios d'émission de gaz à effet de serre sont consultables sur un site dédié publié par Météo-France en novembre 2022.

## Urbanisme

### Typologie
Au 1er janvier 2024, Saint-Mars-de-Locquenay est catégorisée commune rurale à habitat dispersé, selon la nouvelle grille communale de densité à sept niveaux définie par l'Insee en 2022.
Elle est située hors unité urbaine. Par ailleurs la commune fait partie de l'aire d'attraction du Mans, dont elle est une commune de la couronne,. Cette aire, qui regroupe 144 communes, est catégorisée dans les aires de 200 000 à moins de 700 000 habitants,.

### Occupation des sols
L'occupation des sols de la commune, telle qu'elle ressort de la base de données européenne d’occupation biophysique des sols Corine Land Cover (CLC), est marquée par l'importance des territoires agricoles (53,7 % en 2018), en diminution par rapport à 1990 (57,1 %). La répartition détaillée en 2018 est la suivante : 
forêts (44,9 %), prairies (31,5 %), terres arables (22,2 %), zones urbanisées (1,4 %). L'évolution de l’occupation des sols de la commune et de ses infrastructures peut être observée sur les différentes représentations cartographiques du territoire : la carte de Cassini (XVIIIe siècle), la carte d'état-major (1820-1866) et les cartes ou photos aériennes de l'IGN pour la période actuelle (1950 à aujourd'hui).

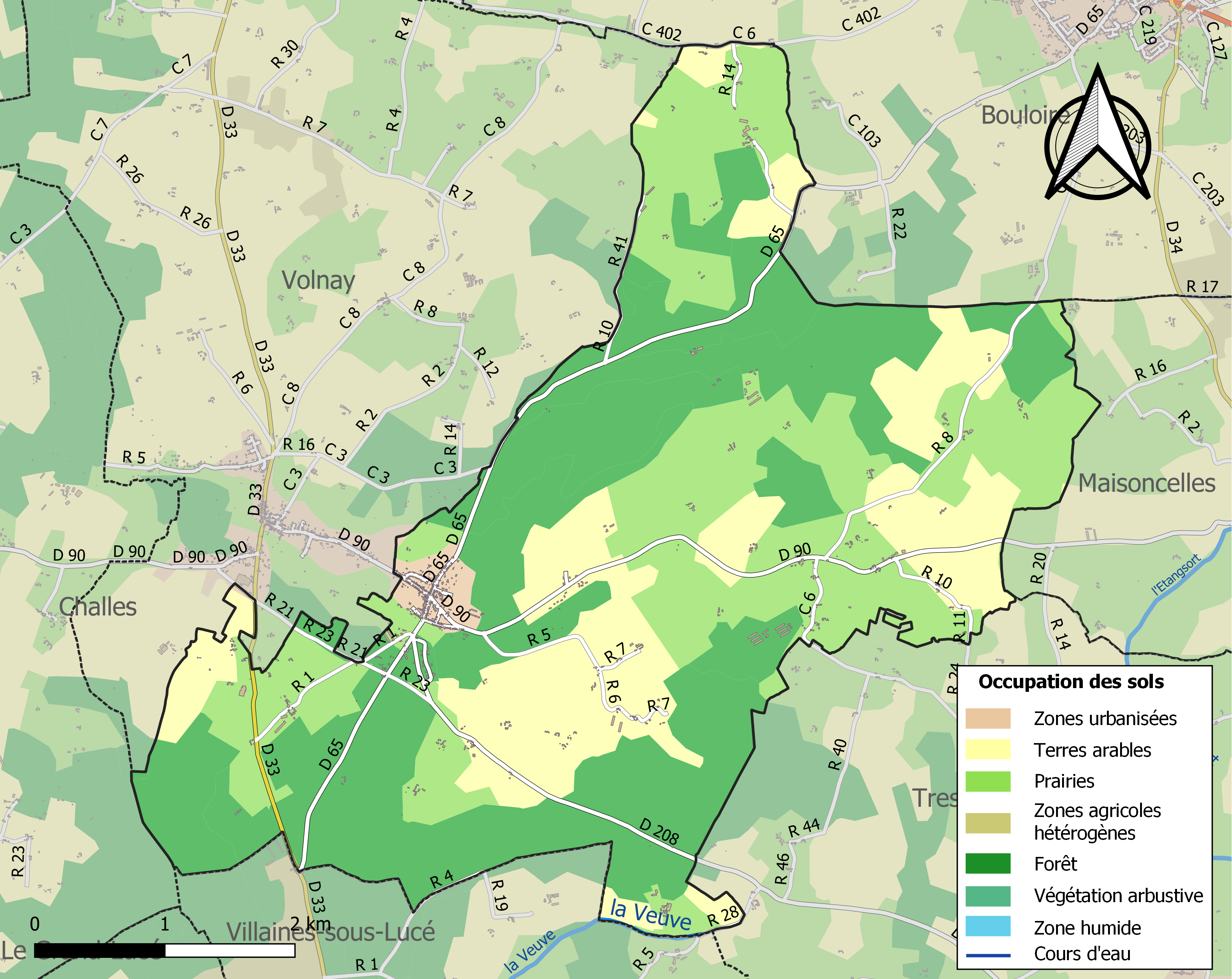
Carte des infrastructures et de l'occupation des sols de la commune en 2018 (CLC).

## Toponymie
Saint Mars est une variante de saint Médard. La forme S. Medardum est attestée en 1209. Selon la tradition rapportée par Vallée et Latouche, il existerait à proximité de l'église un souterrain rempli d'une quantité innombrable d'oiseaux d'où le nom de la commune qui viendrait du celtique loc (cave, souterrain) et enet (oiseau).

## Politique et administration
| Période                                  | Période       | Identité         | Étiquette | Qualité             |
| ---------------------------------------- | ------------- | ---------------- | --------- | ------------------- |
| 1898                                     |               | du Trochet       |           |                     |
|                                          |               |                  |           |                     |
| avant 1981                               | ?             | Lucien Gaulin    | DVG       |                     |
| avant 1995                               | mars 2001     | Louis Damoiseau  | DVD       |                     |
| mars 2001                                | mars 2008     | Pierre Launay    |           |                     |
| mars 2008                                | décembre 2011 | Sandrine Oueillé | SE        | Mère au foyer       |
| janvier 2012                             | mai 2020      | Francis Régnier  |           | Retraité            |
| mai 2020                                 | En cours      | Vincent Barrais  | SE        | Professeur de lycée |
| Les données manquantes sont à compléter. |               |                  |           |                     |

Le conseil municipal est composé de quinze membres dont le maire et trois adjoints.

### Enseignement

#### Écoles primaires
Saint-Mars-de-Locquenay partage son école avec le village voisin de Volnay (distance de 1,5 km) : 
- L'école maternelle est à Volnay.
- L'école primaire se trouve à Saint-Mars-de-Locquenay.

#### Collèges
Deux collèges sont à proximité. La ligne 042/004 relie Saint-Mars-de-Locquenay à Bouloire. Une autre ligne relie Saint-Mars-de-Locquenay au Grand-Lucé.

## Démographie
L'évolution du nombre d'habitants est connue à travers les recensements de la population effectués dans la commune depuis 1793. Pour les communes de moins de 10 000 habitants, une enquête de recensement portant sur toute la population est réalisée tous les cinq ans, les populations de référence des années intermédiaires étant quant à elles estimées par interpolation ou extrapolation. Pour la commune, le premier recensement exhaustif entrant dans le cadre du nouveau dispositif a été réalisé en 2006.
En 2022, la commune comptait 555 habitants, en évolution de −2,12 % par rapport à 2016 (Sarthe : −0,25 %, France hors Mayotte : +2,11 %).
Saint-Mars-de-Locquenay a compté jusqu'à 1 020 habitants en 1866.
| 1793 | 1800 | 1806 | 1821 | 1831 | 1836  | 1841 | 1846 | 1851 |
| ---- | ---- | ---- | ---- | ---- | ----- | ---- | ---- | ---- |
| 887  | 737  | 940  | 739  | 974  | 1 001 | 947  | 970  | 986  |

| 1856  | 1861 | 1866  | 1872  | 1876 | 1881 | 1886 | 1891 | 1896 |
| ----- | ---- | ----- | ----- | ---- | ---- | ---- | ---- | ---- |
| 1 009 | 979  | 1 020 | 1 011 | 965  | 952  | 942  | 863  | 813  |

| 1901 | 1906 | 1911 | 1921 | 1926 | 1931 | 1936 | 1946 | 1954 |
| ---- | ---- | ---- | ---- | ---- | ---- | ---- | ---- | ---- |
| 816  | 819  | 820  | 725  | 741  | 724  | 610  | 674  | 614  |

| 1962 | 1968 | 1975 | 1982 | 1990 | 1999 | 2006 | 2011 | 2016 |
| ---- | ---- | ---- | ---- | ---- | ---- | ---- | ---- | ---- |
| 565  | 482  | 421  | 431  | 406  | 432  | 514  | 541  | 567  |

| 2021 | 2022 | - | - | - | - | - | - | - |
| ---- | ---- | - | - | - | - | - | - | - |
| 560  | 555  | - | - | - | - | - | - | - |

## Lieux et monuments
- Château de la Chesnaye, inscrit au titre des monuments historiques depuis le 7 août 1997[24].
- Église Saint-Mars, de style roman, remaniée au XVIe siècle. Une fresque repeinte à la détrempe est classée monument historique au titre d'objet[25].
- Monastère orthodoxe de Saint-Silouane, fondé par Syméon Cossec.

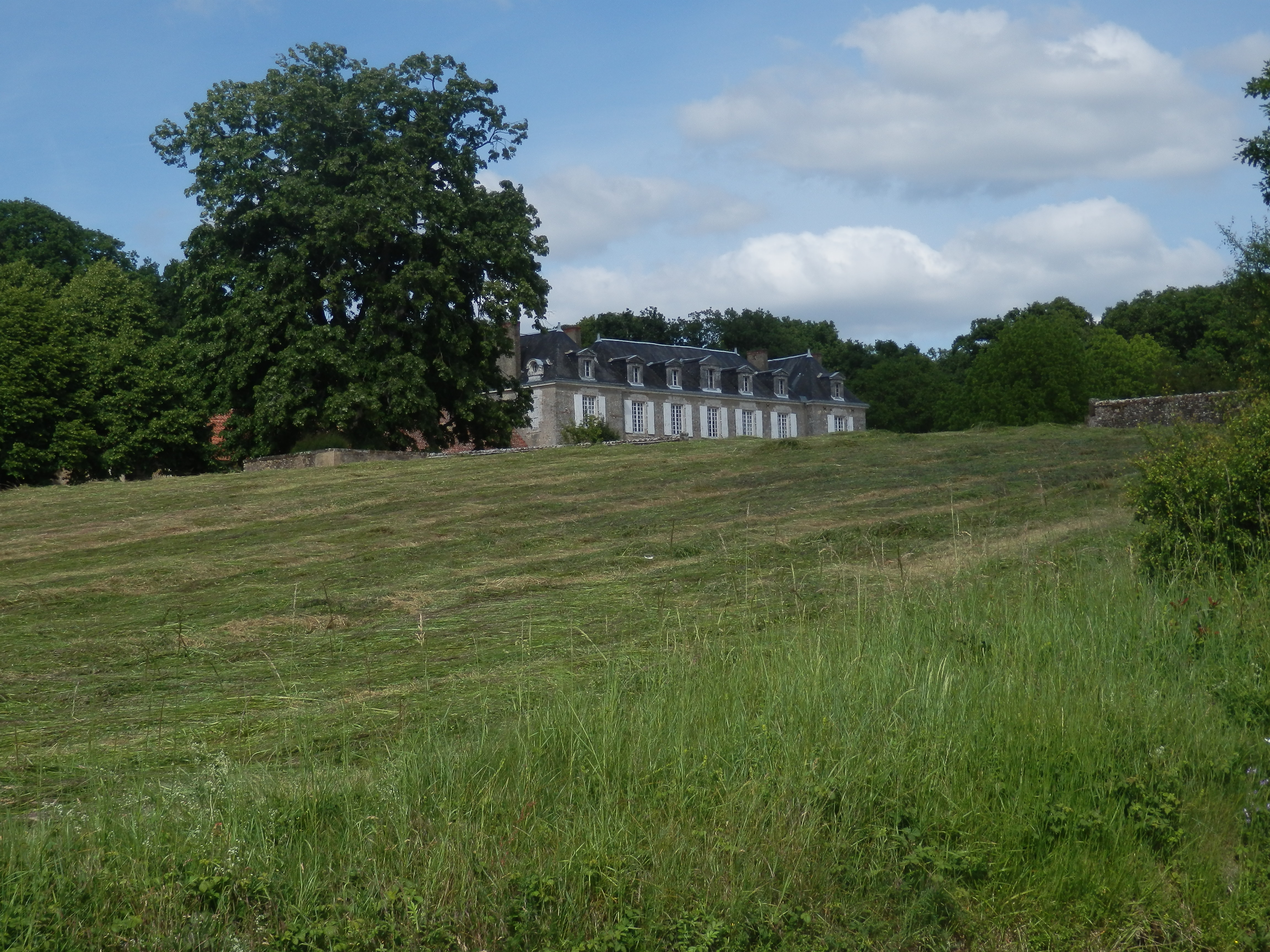
Le château de la Chesnaye.
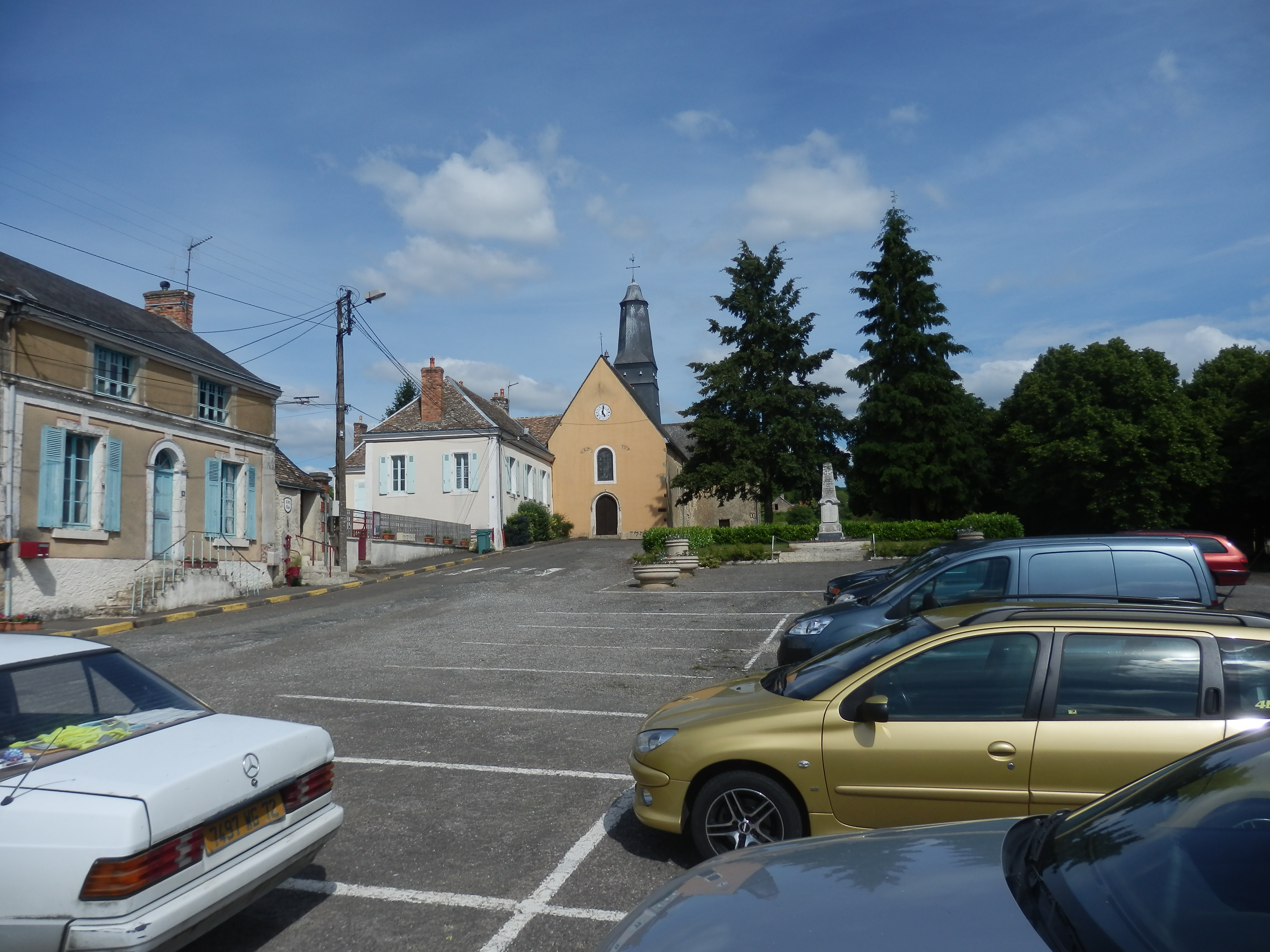
Église Saint-Mars.
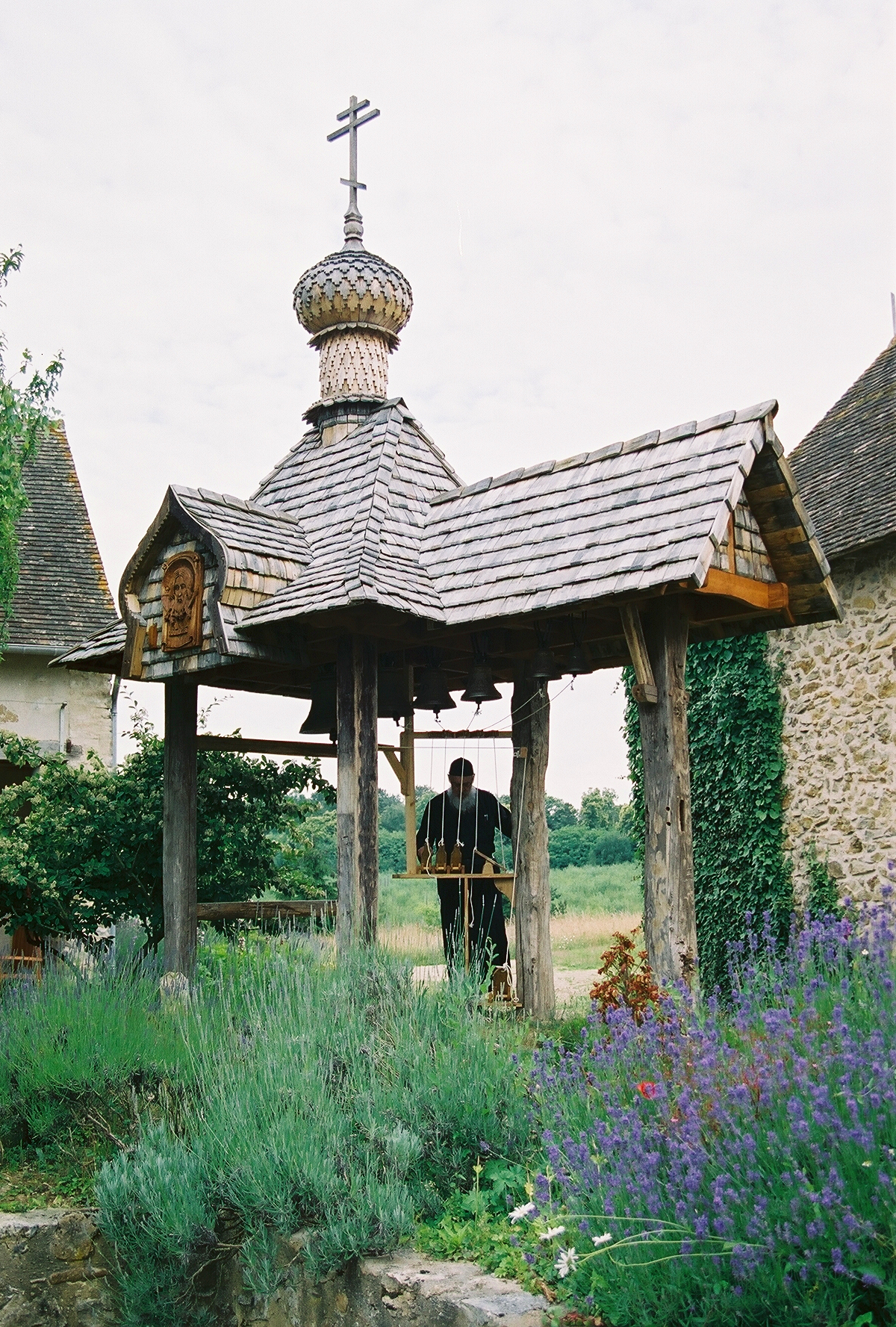
Le campanile du monastère Saint-Silouane.

## Activité et manifestations

### Manifestations
Saint-Mars organise annuellement le dernier week-end de mai les 24 Heures de la bille de la Sarthe. Des équipes composées de trois personnes s'affrontent en dix manches en se relayant jour et nuit sur un parcours sablonneux jalonné d'obstacles.